# Iput I
Iput I, var en egyptisk prinsessa och drottning (stor kunglig hustru).   Hon var dotter till farao Unas, gift med farao Teti och mor till farao Pepi I. Hon var möjligen regent under sin sons minderårighet.